# Capcom Production Studio 1
 (mars 2020).
Si vous disposez d'ouvrages ou d'articles de référence ou si vous connaissez des sites web de qualité traitant du thème abordé ici, merci de compléter l'article en donnant les références utiles à sa vérifiabilité et en les liant à la section « Notes et références ».
Capcom Production Studio 1 est un studio de développement japonais de jeux vidéo, et le premier studio de développement interne de la société Capcom.
Le studio a développé plusieurs titres connus des franchises Resident Evil, Mega Man X, et Monster Hunter.

## Jeux développés
| Titre                                          | Date de Sortie | Plates-formes                                                |
| ---------------------------------------------- | -------------- | ------------------------------------------------------------ |
| Capcom vs. SNK: Millennium Fight 2000          | 2000           | Arcade, PlayStation, Dreamcast                               |
| Marvel vs. Capcom 2: New Age of Heroes         | 2000           | Arcade, Dreamcast, PlayStation 2, Xbox                       |
| Capcom vs. SNK 2: Mark of the Millennium 2001  | 2001           | Arcade, Dreamcast, PlayStation 2                             |
| Capcom vs. SNK: Millennium Fight 2000 Pro      | 2001           | Arcade, Dreamcast, PlayStation                               |
| Mobile Suit Gundam: Renpou vs. Zeon DX         | 2002           | Arcade, Dreamcast                                            |
| Capcom vs. SNK 2 EO: Millionaire Fighting 2001 | 2002           | GameCube, Xbox                                               |
| JoJo's Bizarre Adventure: Ougan no Kaze        | 2002           | PlayStation 2                                                |
| Mobile Suit Gundam: Federation vs. Zeon        | 2002           | Arcade, PlayStation 2                                        |
| Gotcha Force                                   | 2003           | GameCube                                                     |
| Devil May Cry 2                                | 2003           | PlayStation 2                                                |
| Auto Modellista                                | 2003           | GameCube, PlayStation 2, Xbox                                |
| Mobile Suit Gundam Z: AEUG vs. Titans          | 2003           | Arcade, PlayStation 2                                        |
| Mega Man X8                                    | 2004           | PlayStation 2                                                |
| Monster Hunter                                 | 2004           | PlayStation 2                                                |
| Resident Evil Outbreak                         | 2004           | PlayStation 2                                                |
| Devil May Cry 3 : L'Éveil de Dante             | 2005           | PlayStation 2, PC                                            |
| Resident Evil: Outbreak File 2                 | 2005           | PlayStation 2                                                |
| Haunting Ground                                | 2005           | PlayStation 2                                                |
| Monster Hunter G                               | 2005           | PlayStation 2                                                |
| Monster Hunter 2                               | 2006           | PlayStation 2                                                |
| Monster Hunter Freedom                         | 2006           | PlayStation Portable                                         |
| Monster Hunter Freedom 2                       | 2007           | PlayStation Portable                                         |
| Devil May Cry 4                                | 2008           | PlayStation 3, PC, Xbox 360                                  |
| Monster Hunter Freedom Unite                   | 2009           | PlayStation Portable                                         |
| Monster Hunter Tri                             | 2009           | Wii                                                          |
| Devil May Cry 5                                | 2019           | Windows, PlayStation 4, PlayStation 5, Xbox One, Xbox Series |